# Julia Wiberg
Julia Maria Nicolina Undén Wiberg, född 24 november 1990 i Täfteå, är en svensk barnprogramledare , barnboksförfattare och poddare.
Wiberg har lett SVT:s barnprogram Djur med Julia och Spotifys podcast Julias coola djur. Hon debuterade år 2020 med boken Kul i skogen på Rabén & Sjögren. Sedan dess har hon skrivit böckerna Världens coolaste djur enligt Julia, Stora roliga skogsboken, Hej till alla djuren, Hej till allt i skogen, Hej till alla småkryp och Hej till alla fåglar på samma förlag. 2023 började utgivningen av en bokserie kallad "Enkla roliga fakta om..." där Wiberg hittills skrivit om dinosaurier, rymden, kroppen, hajar och vulkaner. 
Julia Wiberg är också en del av podcasten Louise och Julia poddar tillsammans med Louise Winblad. Podden vann år 2022 Årets nykomling, Årets humorpodd och Årets poddklippare i Guldpodden. Året därpå vann duon återigen Årets humorpodd i Guldpodden och år 2024 var podden nominerade till Årets podd i radioakademins pris Guldörat och till Årets humorpodd på Barncancergalan - Det stora humorpriset. 